# Michael Dorn
Michael Oswald Dorn (n. 9 de diciembre de 1952) es un actor de cine, televisión y de voz estadounidense conocido por su papel como el klingon Worf en la franquicia Star Trek y como la voz de Soy la Comadreja.
Desde su primera aparición en el episodio piloto de Star Trek: The Next Generation, «Encuentro en Farpoint», hasta su última en Star Trek: némesis, Dorn ha aparecido más veces como miembro del reparto regular que cualquier otro actor de la franquicia de Star Trek, que abarca cinco películas y 279 episodios de televisión. También apareció como un homónimo de Worf, coronel Worf en la película Star Trek VI: Aquel país desconocido.
Aparte de su carrera en Star Trek, Dorn ha tenido papeles secundarios en varias películas independientes, incluyendo The Shadow Hours (2000), Lessons for an Assassin (2001), y la trilogía The Santa Clause, donde apareció en un cameo como 'El Hombre de Arena'.
Dorn es también un piloto experto, propietario y operador de un avión de entrenamiento T-33 de la fuerza aérea, uno de los primeros aviones a reacción en el inventario de Estados Unidos; Dorn en tono de broma se refiere a ella como su "nave espacial".

## Primeros años
Dorn nació en Luling, Texas, hijo de Allie Lee (apellido de soltera Nauls) y Fentress Dorn, Jr. Se crio en Pasadena, California. Estudió producción de radio y televisión en el Pasadena City College. Desde allí siguió una carrera en la música como intérprete con varias bandas de rock, viajó a San Francisco y luego de vuelta a Los Ángeles.

## Carrera

### Los primeros trabajos
Dorn apareció por primera vez en Rocky (1976) como guardaespaldas de Apollo Creed, a pesar de que no fue acreditado. Apareció por primera vez como invitado en el programa de televisión WEB en 1978. El productor estaba impresionado con su trabajo, por lo que presentó a Michael a una agente que le presentó a actuar con el profesor Charles Conrad para estudiar actuación durante seis meses. Entonces consiguió un papel regular en la serie de televisión CHiPs.

### Star Trek
El papel más famoso de Dorn hasta la fecha es el de Worf, el primer klingon de la Flota Estelar (con rango de Teniente Junior, y posteriormente sería ascendido a Teniente, después  a Teniente Comandante y en la tercera temporada de  Star Trek: Picard, tiene el rango de Capitán) en Star Trek: The Next Generation (donde ejerció de Jefe de Seguridad del Enterprise D, a partir de la segunda temporada) y Star Trek: Deep Space Nine (donde fue nombrado Oficial de Operaciones Estratégicas y Primer Oficial de la USS Defiant, a partir de la cuarta temporada).
Dorn ha aparecido en pantalla en más episodios y películas de Star Trek como el mismo personaje que nadie: apareció en 175 episodios de Star Trek: The Next Generation, 102 episodios de Deep Space Nine, 7 episodios de Star Trek: Picard y cinco películas de Star Trek, llevando su total a 289 apariciones como Worf. Dorn es también uno de los seis actores que prestan su voz a Star Trek: La silla de capitán, retomando su papel de Worf.
La aparición de Dorn en la película Star Trek VI: Aquel país desconocido era como coronel Worf, que presenta el capitán James T. Kirk y al doctor Leonard McCoy en su juicio sobre Qo'noS y también desenmascarar al verdadero asesino, el coronel West.
Dorn dirigió nueve episodios de Star Trek: Deep Space Nine " en las tarjetas "," Inquisición "y" Cuando llueve ... ", y también dirigió el episodio de Star Trek: Enterprise " Dos días y dos noches ".
En 2012, anunció su deseo de volver a su papel de klingon en una serie de televisión titulada tentativamente Star Trek: Captain Worf. Dorn dijo:
«Se me ocurrió porque me encanta [Worf] y creo que es un personaje que no ha sido plenamente desarrollado y no se ha realizado por completo. Una vez que empecé a pensar en ello, se hizo evidente para mí que quería al menos ponerlo ahí fuera, lo que he hecho, y la respuesta ha sido bastante sorprendente. Hemos sido contactados por diferentes individuos —no puedo decir quien y todo eso— con deseos de subir a bordo y ser parte de esto.»
En 2014, Dorn participó en el episodio fan de Star Trek "La más bella de todas", dando su voz a la computadora del Enterprise en el Universo Espejo.
En 2023, regresa a la franquicia, retomando su papel de Worf, en la tercera temporada de Star Trek: Picard.

### Otros trabajos
Dorn ha trabajado en un variado número de programas de televisión, películas y videojuegos. Ha sido representante de Neutrogena T-Gel Shampoo y apareció también en el anuncio del coche Dodge Cart.
Ha interpretado a Worf en las series Webster y Padre de familia, en esta última con algunos de sus compañeros de Star Trek: The Next Generation. También tuvo un rol recurrente en la serie de televisión Castle como el terapeuta de la inspectora de policía Kate Beckett.
Sus últimos trabajos incluyen una aparición como "Future Guy" en un comercial de Chrysler, un viajero en el tiempo que ayuda en el desarrollo del Dodge Dart de 2012. También se incluye entre esos papeles el de General Thain en la web serie de "Castlevania:Hymn of Blood".

## Vida personal
Como un miembro de la Asociación de Pilotos y Propietarios de Aviones (AOPA), a Dorn le gusta volar. No se le permitió hacerlo al mismo tiempo que estaba en The Next Generation, pero fue capaz de hacerlo después de unirse al elenco de Deep Space Nine. Ha volado con los Blue Angels, así como los Thunderbirds.  Dorn ha poseído varios aviones jet, incluyendo un T-33 Shooting Star, un Sabre F-86, y en la actualidad posee un Sabreliner Norte estadounidense. El T-33 fue referido a menudo como "su nave espacial." Dorn También es miembro de varias organizaciones, una de las cuales es la Fundación del Patrimonio de la Fuerza Aérea en el que está en el consejo consultivo. Dorn también ha hecho entrevistas para el episodio "Jets privados" de Maravillas Modernas en The History Channel. Dorn es vegano.

## Filmografía

### Largometrajes
| Año  | Película                                                        | Personaje                                      | Información                  |
| ---- | --------------------------------------------------------------- | ---------------------------------------------- | ---------------------------- |
| 1976 | Rocky                                                           | Guardaespaldas de Apollo Creed (no acreditado) | Fue su debut cinematográfico |
| 1977 | Demon Seed                                                      | Papel secundario (no acreditado)               |                              |
| 1985 | Jagged Edge                                                     | Dan Hislan                                     |                              |
| 1991 | Star Trek VI: Aquel país desconocido                            | Abogado defensor (Coronel Worf)                |                              |
| 1994 | Star Trek Generations                                           | Teniente comandante Worf                       |                              |
| 1995 | Timemaster                                                      | Chairman                                       |                              |
| 1995 | Mission Critical                                                | Comandante                                     |                              |
| 1996 | Star Trek: Primer Contacto                                      | Teniente comandante Worf                       | Capitán de corbeta           |
| 1997 | Menno's Mind                                                    | Simon, amigo de Menno                          |                              |
| 1998 | Star Trek: insurrección                                         | Teniente comandante Worf                       |                              |
| 2000 | Shadow Hours                                                    | Detective Thomas Greenwood                     |                              |
| 2000 | The Prophet's Game                                              | Bob Bowman                                     |                              |
| 2001 | The Gristle                                                     | Tar                                            |                              |
| 2001 | Mach 2                                                          | Rogers                                         |                              |
| 2001 | Ali                                                             | Piloto negro                                   |                              |
| 2002 | Face Value                                                      | Asesino a sueldo                               |                              |
| 2002 | Star Trek: némesis                                              | Teniente comandante Worf                       |                              |
| 2002 | The Santa Clause 2                                              | The Sandman                                    |                              |
| 2003 | Shade                                                           | Jack Thornhill                                 |                              |
| 2003 | Lessons For an Assassin                                         | Quinn                                          |                              |
| 2003 | The Interplanetary Surplus Male and Amazon Women of Outer Space | Sam the Bartender                              | película de DVD              |
| 2005 | Heart of the Beholder                                           | Teniente Larson                                |                              |
| 2005 | Thru the Moebius Strip                                          | Rey Tor (voz)                                  |                              |
| 2006 | The Santa Clause 3: The Escape Clause                           | The Sandman                                    |                              |
| 2007 | Fist of the Warrior                                             | Arnold Denton                                  |                              |
| 2007 | Night Skies                                                     | Kyle                                           |                              |
| 2007 | The Deep Below                                                  | Carl Bennett                                   |                              |
| 2009 | Bionicle: The Legend Reborn                                     | Mata Nui (voz)                                 | directa a DVD                |
| 2012 | Strange Frame                                                   | Comandante                                     |                              |
| 2017 | The Man from Earth: Holocene                                    | Doctor Gil Parker                              |                              |

### Televisión
| Año        | Show de televisión                  | Personaje                                 | Información                             |
| ---------- | ----------------------------------- | ----------------------------------------- | --------------------------------------- |
| 1979–1982  | CHiPs                               | Oficial Jebediah Turner (31 episodios)    |                                         |
| 1985       | 227                                 | Lester's friend (1 episodio)              |                                         |
| 1986–1987  | Days of Our Lives                   | Jimmy                                     |                                         |
| 1987–1994  | Star Trek: The Next Generation      | Teniente Worf                             |                                         |
| 1991–1994  | Dinosaurs                           | Elders                                    |                                         |
| 1994       | SWAT Kats: The Radical Squadron     | Mutilor                                   |                                         |
| 1994–1997  | Gargoyles                           | Coldstone                                 |                                         |
| 1995       | Amanda and the Alien                | Lieutenant Vint                           | hecho directo a TV                      |
| 1995       | World of Wonder                     | El mismo - presentador                    | show de ciencia en el Discovery Channel |
| 1995-1996  | Fantastic Four                      | Gorgon                                    |                                         |
| 1995–1999  | Star Trek: Deep Space Nine          | Teniente comandante Worf                  |                                         |
| 1995–2000  | The Outer Limits                    | Pete Claridge                             |                                         |
| 1996       | Adventures from the Book of Virtues | Apollo (un episodio)                      |                                         |
| 1996–2000  | Superman: la serie animada          | Kalibak y John Henry Irons (a.k.a. Steel) |                                         |
| 1997–1999  | I Am Weasel                         | I.M. Weasel                               |                                         |
| 2001       | 7th Heaven                          | Mr. Johnson                               | Regrets                                 |
| 2002       | Through The Fire                    | Michael Collins                           | película directa a TV                   |
| 2003       | Justice League                      | Kalibak                                   |                                         |
| 2003       | Kim Possible: A Sitch in Time       | Rufus 3000 (voz)                          | película directa a TV                   |
| 2003       | Spider-Man: The New Animated Series | Kraven the Hunter (voz)                   |                                         |
| 2004–2005  | Megas XLR                           | R.E.G.I.S. Mark V and Number 14           |                                         |
| 2004–2007  | Danny Phantom                       | Fright Knight                             |                                         |
| 2005       | Justice League Unlimited            | Kalibak                                   |                                         |
| 2005       | Descent                             | General Fielding                          | película directa a TV                   |
| 2005       | Family Guy                          | Teniente comandante Worf (voz)            | Peter's Got Woods                       |
| 2006       | All You've Got                      | Fire Captain Diaz                         | película directa a TV                   |
| 2006       | A.I. Assault                        | General Buskirk                           | película directa a TV                   |
| 2006       | Fallen Angels                       | Taylor                                    | película directa a TV                   |
| 2009       | Family Guy                          | El mismo (voz)                            | Not All Dogs Go To Heaven               |
| 2009       | Batman: The Brave and the Bold      | Bane, Krull the Eternal                   |                                         |
| 2009       | Heroes - "An Invisible Thread"      | Sin nombre President of the United States |                                         |
| 2010       | Adventure Time                      | Gork                                      |                                         |
| 2010       | It's a Trap!                        | Teniente Comandante Worf (voz)            |                                         |
| 2011–      | Castle                              | Dr. Carver Burke                          |                                         |
| 2012, 2014 | Regular Show                        | Thomas the Demon (voz, dos episodios)     |                                         |
| 2013–      | Transformers: Prime                 | TBA                                       |                                         |
| 2013       | Young Justice: Invasion             | Kalibak                                   |                                         |
| 2023       | Star Trek: Picard                   | Worf                                      | Tercera Temporada                       |

### Videojuegos
| Año  | Videojuego                                     | Personaje             | Información |
| ---- | ---------------------------------------------- | --------------------- | ----------- |
| 1993 | Gabriel Knight: Sins of the Fathers            | Dr. John              |             |
| 1995 | Mission Critical                               | Captain Steven Dana   |             |
| 1995 | Star Trek: The Next Generation - A Final Unity | Teniente Worf         |             |
| 1998 | Fallout 2                                      | Marcus/Frank Horrigan |             |
| 2000 | Star Trek: Armada                              | Ambassador Worf       |             |
| 2000 | Star Trek: Invasion                            | Teniente Worf         |             |
| 2001 | Emperor: Battle for Dune                       | Duke Achillus         |             |
| 2004 | World of Warcraft                              | Multiple Characters   |             |
| 2006 | Star Trek: Legacy                              | Worf                  |             |
| 2008 | Saints Row 2                                   | Maero                 |             |
| 2010 | Mass Effect 2                                  | Gatatog Uvenk         |             |
| 2010 | Fallout: New Vegas                             | Marcus                | [ 10 ]      |
| 2010 | StarCraft II: Wings of Liberty                 | Tassadar              |             |
| 2013 | Saints Row IV                                  | Maero                 |             |
| 2013 | Star Trek: Online                              | Ambassador Worf       |             |